# Get Heavy
Get Heavy debitantski je studijski album finskog hard rock/heavy metal sastava Lordi. Album je 1. studenog 2002. godine objavila diskografska kuća Drakkar Records.

## Popis pjesama
Tekstovi: Mr. Lordi, osim pjesme "Monster Monster", koju je napisao s Tracyjem Lippom, glazba: Mr. Lordi.
| 1.    | »Scartic Circle Gathering« (instrumental) | 1:02 |
| 2.    | »Get Heavy«                               | 3:00 |
| 3.    | »Devil Is a Loser«                        | 3:29 |
| 4.    | »Rock the Hell Outta You«                 | 3:07 |
| 5.    | »Would You Love a Monsterman?«            | 3:04 |
| 6.    | »Icon of Dominance«                       | 4:35 |
| 7.    | »Not the Nicest Guy«                      | 3:12 |
| 8.    | »Hellbender Turbulence«                   | 2:46 |
| 9.    | »Biomechanic Man«                         | 3:22 |
| 10.   | »Last Kiss Goodbye«                       | 3:08 |
| 11.   | »Dynamite Tonite«                         | 3:14 |
| 12.   | »Monster Monster«                         | 3:23 |
| 13.   | »13« (instrumental)                       | 1:06 |
| 38:28 |                                           |      |

## Zasluge
| Lordi - Mr Lordi — vokali, programiranje, ilustracije - Amen — prateći vokali, gitara - Magnum — bas-gitara - Kita — prateći vokali, bubnjevi - Enary — prateći vokali, klavijature, klavir Dodatni glazbenici - Tracy Lipp — vokali (na pjesmi 12) | Ostalo osoblje - T.T. Oksala — miksanje (pjesama 1 i 13), produkcija - Kevin Shirley — miksanje - Mika Jussila — mastering - J. Rovanperä — uređivanje (pjesme 9), snimanje - Mika Lindberg — ilustracije - Jouko Lehtola — fotografija - K. Kajava — fotografija |